# X-tra collection
X-tra collection är en amerikansk CD-serie som innehöll olika bestsäljare genom tiderna. Serien kom också ut på kassett. Denna skivserie kom ut med olika volymer det vill säga att det kom ut flera skivor med en sorts musik.

## Skivor
- Music by candlelight vol. 1-4
- Country music vol. 1-4
- Rock the world vol. 1-4
- Disco collection vol. 1-4
- Soul collection vol. 1-4
- Heavy metal vol. 1-4
- Hits of the 50's vol. 1-4
- Hits of the 60's vol. 1-4
- Hits of the 70's vol. 1-4
- Hits of the 80's vol. 1-4
- Love songs vol. 1-4
- Rock classics vol. 1-4
- Holliday favourites vol. 1-4
- Musical collection vol. 1-4
- Romantic collection vol. 1-4
- Instrumental collection vol. 1-4
- TV and film hits vol. 1-4
- Deutsche schlager parade vol. 1-4
- Hooked on collection vol. 1-4
- Synthesizer collection vol. 1-4
- The UK top hits vol. 1-4
- The US top hits vol. 1-4
- The dance collection vol. 1-8
- Non stop dance vol. 1-2